# Cuna de lobos
Cuna de lobos  es una telenovela mexicana escrita por Carlos Olmos, producida y dirigida por Carlos Téllez y emitida originalmente por El Canal de las Estrellas de Televisa entre 1986 y 1987. 
Fue protagonizada por Diana Bracho y Gonzalo Vega con las actuaciones antagónicas de María Rubio, Alejandro Camacho, Rebecca Jones y Lilia Aragón con las actuaciones estelares de Carlos Cámara, Rosa María Bianchi, Carmen Montejo, Humberto Elizondo, Margarita Isabel y Josefina Echánove.
Es considerada una de las mejores telenovelas en la historia de la televisión en México.

## Producción de la novela
Carlos Olmos, escritor de la novela, se inspiró en un personaje de Bette Davis, actriz de películas norteamericanas, para iniciar el personaje de Catalina Creel. Después escribió el libro «Cuna de Lobos», donde el protagonismo de Leonora Navarro es total y el final es distinto al de la telenovela. Después el productor Carlos Téllez decidió hablar con Olmos para crear la versión para la televisión; ambos ya habían trabajado antes en otras producciones. Carlos Téllez también escribía algunas escenas con Olmos, y según entrevistas con el elenco, tenían un humor ácido y negro a tal grado de reírse de cómo escribían las escenas de muerte y drama.
Al conseguir la historia, Téllez se comunicó con las actrices Diana Bracho, María Rubio y Rebecca Jones, para que participaran en la novela. Rosa María Bianchi, quien interpretaría a Berta, estudiaba en la universidad de artes dramáticas y le pidió a Téllez trabajar en televisión, así, en su primera telenovela, tuvo un papel significativo.
Pedro Plascencia Salinas, quien también había trabajado en producciones de Téllez, fue el encargado de componer e interpretar la música de Cuna de Lobos. Este trío de personas (Olmos, Téllez y Plascencia) trabajaron juntos antes y después de la telenovela, y, como es costumbre de los tres, la historia y música fueron compuestos mucho antes de grabar la producción en proyecto, en este caso la novela.
La encargada del vestuario fue Cecilia García Molinero, quien también era amiga de Téllez. Ella fue la encargada de hacer todos los vestuarios, incluyendo los parches multicolores de Catalina Creel. Según una entrevista con Cecilia, Téllez, Olmos y ella misma se dedicaban a elegir un color especial para las escenas importantes de Catalina dependiendo de la situación.
La última toma de la versión telenovela está directamente relacionada con la película norteamericana El aniversario, cuyo papel protagónico es de Bette Davis.
Fue una telenovela de trascendencia mundial que traspasó la ficción para convertirse en tema del día a día. No tuvo horario estelar porque no se pretendía mucho con la producción, pero el resultado rebasó expectativas en México y en toda América.
En el año 2007, Televisa conmemoró los 50 años de la historia de la telenovela y los celebró realizando un especial de televisión llamado Verdades y mentiras que contó con la conducción de Verónica Castro y en donde Cuna de lobos estuvo incluida como una de las mejores telenovelas en la historia de Televisa junto a otros clásicos de la televisión mexicana como Mundo de juguete, Los ricos también lloran y El derecho de nacer entre otras.

## Historia

### Ideas principales
El tema principal de esta telenovela se centra en las cosas impresionantes y a veces terribles que se pueden hacer por un hijo, empezando por los asesinatos cometidos por Catalina Creel en favor de su hijo Alejandro; pasando por el crimen de Vilma y Alejandro por obtener un hijo y al mismo tiempo una herencia y terminando por el matrimonio que Leonora utiliza para recuperar a su hijo. Todo esto sigue el principio y el lema de la familia Larios-Creel: «La casta es lo primero». Antes que el amor, los valores morales y la opinión de la gente, va la casta; pero, de alguna forma, la casta siempre va ligada de estas tres cosas. 
También la telenovela recalca, en menor medida, la importancia de la apariencia. Esto se denota por la imagen que da Catalina ante los demás: mujer buena ante el sacerdote, mártir ante José Carlos y, sobre todas, amenazante ante sus enemigos. De igual forma, esto se simboliza por los múltiples disfraces usados en la telenovela. El principal es el parche utilizado por Catalina, pero otros ejemplos son los cojines que Vilma utiliza para aparentar el embarazo falso, el disfraz (gabardina, peluca rubia y lentes oscuros) usado por Catalina al asesinar, y la ropa costosa que Leonora usa para sentirse una Loba. También están las máscaras emocionales que todos los personajes, a excepción de José Carlos, utilizan para engañar a sus enemigos o a sí mismos. Estos son los dos «pilares» más poderosos de la telenovela: la casta y la apariencia.
Entendiendo esto, es fácil entender un poco más la psicología de Catalina. De igual forma, es más fácil entender la historia, la trama y las grandes líneas escritas para esta telenovela. Otra idea principal es el antagonismo de Catalina, el cual ha sido confundido con protagonismo por el gran impacto que provoca. Esto se puede desmentir pues los sucesos giran alrededor de Leonora, aunque Catalina sea la que «provoca» esos sucesos.

## Argumento
Los esposos Catalina Creel (María Rubio) y Carlos Larios (Raúl Meraz) eran dueños del gigantesco consorcio farmacéutico llamado Lar-Creel. Catalina le había hecho creer a todo el mundo que José Carlos (Gonzalo Vega), su hijo mayor (pero quien realmente es su hijastro), le había arrancado el ojo derecho con un trompo jugando cuando era niño, pero es mentira. Esto lo hizo para que Carlos tomara preferencia por Alejandro (Alejandro Camacho), único hijo de su matrimonio con Catalina Creel; asimismo, logró destruir la autoestima de José Carlos.
Para resguardar su secreto, Catalina siempre lleva un parche cubriendo su ojo derecho haciendo creer a todos que le pusieron un ojo de vidrio inmóvil tapado con una gasa y encima el parche, el cual combina con su color de ropa. Pero un día, Carlos descubrió a Catalina sin el parche y decide cambiar su testamento y divorciarse, pero muere envenenado por su esposa. Reynaldo Gutiérrez (Carlos Cámara), un importante funcionario de Lar-Creel, descubre que Catalina asesinó a su jefe, pero ella lo amenaza con culparlo del crimen y él se ve obligado a guardar silencio y por ello es ascendido a vicepresidente de Lar-Creel. El testamento especifica que las empresas de la familia sólo pasarían a sus hijos, Alejandro y José Carlos, si éstos a su vez engendraban hijos. De esta forma, se buscaba la perpetuidad de la casta.
José Carlos sigue soltero, ya que es un jugador empedernido y Catalina se ha encargado de destruir sus relaciones amorosas, sobre todo una ya formalizada entre él y Paulina (Edna Bolkan), a pesar de que ella sostenía relaciones con otros hombres. Y Alejandro está casado con Vilma (Rebecca Jones), que no puede tener hijos. Por ello, Alejandro decide seducir malintencionadamente a una mujer trabajadora, Leonora Navarro (Diana Bracho), quien había presenciado la muerte de Carlos Larios y avisado a Alejandro; su objetivo es que quede embarazada y quitarle el niño, para presentarlo como suyo y de su esposa y poder acceder así a la herencia. De este modo, Alejandro convence a Vilma para que finja un embarazo, haciéndole creer que van a adoptar un niño en secreto. Poco después, Vilma descubre que Alejandro ya ha dejado embarazada a Leonora, pero él le hace creer que Leonora está dispuesta a vender a su hijo.
Alejandro instala a Leonora y a su madrina, Doña Esperanza (Carmen Montejo), en un penthouse de propiedad de la familia Larios, donde incluso escenifica un falso matrimonio. Además, contrata para el cuidado de Leonora a un médico, el Dr. Frank Syndel (Ramón Menéndez) (un ginecólogo de dudosa reputación que trató de hacer negocios con Lar-Creel anteriormente), y a una enfermera llamada Rosalía (Lilia Aragón); ambos son personas sin escrúpulos cuya tarea es cuidar de Leonora durante su embarazo. 
Catalina, quien en un inicio desconoce este plan, cree que su hijo Alejandro tiene una amante. Sin embargo, pronto descubre la esterilidad de Vilma al visitar uno de los tantos médicos consultados antes por Vilma y Alejandro, por lo que Alejandro se ve obligado a revelarle todo su plan. Debido a que dicho plan está en más de una ocasión a punto de ser descubierto al comprometer a muchas personas, Catalina decide tomar las riendas del asunto, con una frialdad y cálculo mucho mayor que la que Alejandro posee. Doña Esperanza, la madrina de Leonora, pronto averigua la verdad sobre Alejandro, pero sufre una embolia que la deja postrada en un estado vegetativo.
Al acercarse la fecha del parto, Leonora es trasladada a una clínica de maternidad falsa de propiedad del Dr. Syndel y de Rosalía en San Miguel de Allende. Doña Esperanza, por su parte, es abandonada en un asilo para ancianos, sin poder decir la verdad debido a su estado. También Vilma, quien sigue fingiendo su embarazo, es internada en la misma clínica que Leonora, para así fingir su parto. Contra todo lo planeado, ambas mujeres se encuentran y Vilma se da cuenta de que Leonora es una mujer enamorada que vive engañada. 
Al nacer el niño, es entregado inmediatamente a Vilma, quien ya estaba a punto de desistir y ahora estando en todo momento en contra del plan de Alejandro. Lo que ella ignora es que Catalina ha ordenado a Syndel que asesine a Leonora. Sin embargo, Leonora ve por la ventana acercarse a Rosalía con un revólver y consigue quitárselo dándole un golpe en la cabeza antes de escapar. Leonora consigue llegar a México ayudada por la pareja de esposos Julio (Roberto Vander) y Elena Cifuentes (Margarita Isabel), y con sus últimas fuerzas arriba a la casa de su amigo, el Dr. Terán (Miguel Gómez Checa), donde todos celebraban las vísperas navideñas.
Casi al mismo tiempo, Mario Escudero (Jorge Fegan), el joyero de la familia, descubre a Catalina en Nueva York sin su típico parche y con un ojo completamente sano. Previamente Escudero había hecho por encargo del fallecido Carlos Larios una joya en forma de prendedor con un ojo de vidrio barato en el centro para Catalina, como indirecta por su engaño. El hombre trata de revelar la verdad a José Carlos y a Alejandro siendo chantajeado por Catalina quien jura tomar represalias. Escudero cita por teléfono en un estacionamiento a José Carlos para revelarle toda la verdad, de modo que pueda despojarse de su culpa. Pero dicha llamada es interceptada por Catalina, quien acude antes que José Carlos a la cita, matando a sangre fría a Escudero. José Carlos es acusado de dicho crimen y arrestado, tomándole casi un año en solucionar sus problemas con la justicia.
Catalina ofrece dinero al Dr. Terán por su silencio, y le revela el lugar donde puede encontrar a Doña Esperanza. Así, el Dr. Terán puede encargarse de que la anciana reciba un tratamiento adecuado. También se ve obligado a internar a Leonora en una clínica psiquiátrica, ya que por todo lo ocurrido sufre un colapso nervioso.
Un año después, Leonora, ya restablecida, decide vengarse de Catalina y Alejandro, y recuperar a su hijo, al que han puesto el nombre de Edgar. Leonora trata de sabotear una fiesta en Lar-Creel siendo sobornada por Alejandro y Vilma a cambio de su silencio. También la salud de doña Esperanza ha mejorado notablemente y pronto deja la silla de ruedas al confrontar a Vilma quien queda pasmada por los alcances a los que han sido capaces Alejandro y Catalina. Leonora empieza a estudiar todos los pasos de la familia Larios-Creel. De esta manera, consigue seducir a José Carlos, quien ya ha salido de la cárcel, aún creyéndolo un asesino. Al poco tiempo de conocerse, Leonora y José Carlos contraen matrimonio. La joven reaparece sorpresivamente ante «los lobos», como ella los llama ahora, como la esposa de José Carlos, quien todavía no sabe nada de lo ocurrido.
Al mismo tiempo Reynaldo Gutiérrez, quien sabe que Catalina asesinó a Escudero y también que envenenó a su esposo, está dispuesto a revelar toda la verdad a la policía luego de ser inculpado por Catalina de la muerte de su esposo -luego de que Alejandro indagase sobre el tema- y la alianza entre Escudero y Gutiérrez. Pero Catalina logra llegar antes que la policía y asesina a Gutiérrez inyectándole un veneno para que el crimen parezca un suicidio, algo que si bien la policía duda. Mientras huye de la escena del crimen, Catalina se encuentra con Alejandro, quien la descubre disfrazada con la gabardina y peluca rubia.
Por otra parte, Bertha (Rosa María Bianchi), la secretaria personal de Catalina, quien sabe que su jefa es la asesina de Escudero y de Gutiérrez (a quien trata de advertir vanamente de las intenciones de Catalina), descubre en la mansión Larios a Catalina con el disfraz con el que ha cometido los asesinatos. Como consecuencia, Catalina le revela a Bertha toda la verdad, incluyendo el secreto de su ojo. Bertha, quien desde ese momento recibe diversos favores de Catalina, jura guardar silencio, principalmente por temor de la mujer a quien ahora identifica como una psicópata.
Poco a poco, Leonora descubre que ama a José Carlos y que es una persona noble, totalmente ajena a las maldades que ocurren a su alrededor. Leonora, una vez instalada en la casa de los Larios, convence a José Carlos de tomar parte activa en los negocios de la familia, y empieza a investigar en todo lo posible a Catalina y Alejandro. Vilma siente aversión por Leonora, pues ésta aprovecha cada momento posible para estar en compañía de quien realmente es su hijo. 
Poco después, Leonora entra en contacto con Bertha cuando sospecha que ésta guarda algunos secretos incómodos. Así, Bertha descubre que Catalina ha recluido a la abuela de Bertha en la clínica del Dr. Syndel y Rosalía (ahora marido y mujer), que ahora funciona como una clínica para ancianos. De esta forma, Catalina busca extorsionar a Bertha (quien espantada por los asesinatos trata de renunciar sin éxito) y obligarla a guardar silencio.
Una vez enterada del lugar donde está su abuela, Bertha decide viajar a la clínica del Dr. Syndel y llevarla a un lugar seguro. Pero Syndel se siente atraído por Bertha, ante los celos de Rosalía. Por órdenes de Catalina, Rosalía provoca un incendio en la clínica a fin de matar a Bertha, más aún tras observar que su esposo la había ultrajado. En el incendio mueren un número indeterminado de personas, incluyendo la abuela de Bertha y el propio Dr. Syndel.
No pasa mucho tiempo hasta que Leonora empieza a seguir la pista de las muertes de Escudero y Gutiérrez. La joven encuentra a Bertha, quien logró escapar del incendio muy malherida, y esta le revela todo lo que sabe sobre Catalina, ante el espanto de Leonora y Doña Esperanza. Por su parte, Catalina empieza a manipular a sus hijos para que Leonora quede en situaciones incómodas y demostrarle que la guerra continúa.
Leonora, ahora conocedora del secreto de Catalina, convence a Elvia (Josefina Echánove) (ama de llaves de la mansión Larios) para que le facilite la entrada a la habitación de Catalina para buscar el prendedor con el ojo de vidrio. La joven es atacada por Catalina, quien intenta asesinarla, por lo que Leonora le advierte que si le pasa algo Bertha aparecerá.
Rosalía es llevada a vivir por Catalina a la mansión Larios, pero la policía descubre pronto que fue la enfermera la que provocó el incendio de la clínica, por lo que Catalina maquina la huida de Rosalía vistiéndola con el disfraz de asesina y entregándole un arma. Rosalía termina siendo abatida en la Estación de Buenavista por la policía al oponer resistencia para ser capturada. Catalina, al ser interrogada por el Comandante Luna (Wally Barrón), asegura que fue Rosalía quien asesinó a Escudero y Gutiérrez.
Ante esto, los agentes de la policía empiezan a sospechar de Catalina Creel como responsable de los asesinatos, pero les faltan pruebas contundentes para poder llevarla ante la justicia. A medida que los agentes se acercan a la verdad, Catalina tiene que recurrir a numerosas artimañas para ocultar pistas que pudieran demostrar su culpabilidad. Para tener cómplices, aunque ella lo justifica como «tener aliados», Catalina les dice la verdad a Alejandro y a Vilma, quienes quedan horrorizados ante la verdad detrás del parche.
En una ocasión, Catalina celebra su cumpleaños y decide hacer una fiesta de disfraces, a la que llega Leonora disfrazada con las prendas que utilizaba Catalina para sus asesinatos. Esto desata la ira de Catalina, quien ordena a Alejandro la lleve a su habitación. Leonora le confiesa a Alejandro, en ese momento, que Catalina también asesinó a Carlos Larios. Cuando Alejandro le cuestiona esto a Catalina, ella lo confirma, por lo que Alejandro se empieza a alejar de su madre e incluso manda al pequeño Edgar con sus suegros.
Poco después, Catalina descubre el paradero de Bertha, así que decide asesinarla. Sin embargo Bertha llevada por el pánico de sus recuerdos y el miedo a «los lobos», y decide escapar.
Leonora se ve forzada a contarle la verdad a José Carlos, pues los lobos se han llevado al pequeño Edgar a Estados Unidos. El amor de ambos llega un punto máximo de tensión cuando la verdad se descubre, y José Carlos termina golpeando a Alejandro. La sed de verdad de José Carlos, a quien todos siempre le mandan indirectas, se ve saciada con los falsos testimonios de Vilma, Alejandro y Catalina quienes afirman que Leonora les había vendido el bebé. Sin embargo, José Carlos consulta a Leonora al no creer esas mentiras de su esposa. Leonora, ofendida con José Carlos por dudar de ella, decide irse de la casa Larios con una venganza que estaba dispuesta a terminar. Poco después, Leonora descubre que está esperando un hijo de José Carlos. Vilma, quien también ha tenido algunos malestares, también descubre que está embarazada. Leonora informa a los padres de Vilma de lo que le hizo Alejandro y ellos tras confirmar la verdad le exigen a su hija que devuelva la criatura.
Bertha reaparece sorpresivamente, disfrazada de una francesa encargada de una agencia de viajes al servicio de Lar-Creel bajo el nombre de «Michelle Albán». Ahora tiene una aliada llamada Lucero (Magda Karina), quien se compadeció de Bertha por las constantes lágrimas que derramaba por su abuela. Bertha se decía a sí misma ser otra mujer y dice que aprendió de la «reina de la manada» cuando se disfrazaba de Michelle. Mauricio (Luis Rivera), asistente leal de Alejandro Larios y cómplice de muchos crímenes de esa familia, llega a la agencia preguntando por un viaje (financiado por Catalina a cambio de su silencio) y se siente atraído por Lucero. Entonces la mente de Bertha maquina una trampa, la cual consiste en que Lucero lo enamore y le saque información útil. Mauricio y Lucero inician una relación en la que ambos descubren varios asuntos comprometedores de Catalina, previamente Mauricio había ido preso por enviar (bajo órdenes de Alejandro y pagando favores) medicinas a la clínica de Syndel, y al volver a la libertad es amenazado tanto por Catalina como por Alejandro ya que él conoce el trato entre el fallecido Dr. Syndel y Alejandro.
Catalina, informada por Mauricio quien comenta el parecido entre Bertha y la francesa, sospecha que Michelle Albán y Bertha son la misma persona y decide ir en su encuentro para eliminarla, Mauricio es recompensado con un viaje de vacaciones a cambio de su silencio ante la policía, quien también lo investiga. Catalina descubre en aquel lugar a Lucero y decide asesinarla estrangulándola. Bertha descubre el crimen y es perseguida por Catalina, quién sufre un choque aparatoso. Catalina es llevada a una clínica y el médico le revela a José Carlos que Catalina tiene ambos ojos en perfecto estado.
José Carlos decide enfrentarse a Catalina encarándole cada uno de sus crímenes durante una cena en la mansión Larios en la que sólo se encuentran ambos; además, le entrega una muestra del mismo veneno que utilizó para asesinar a su padre y le confiesa que ya conoce la verdad de que jamás perdió el ojo.
Con todos estos repentinos cambios, la tensión crece en el ambiente de los Larios cada vez más al punto de que Catalina pierde el control de todo y sus sangrientos planes terminan por volverse contra sí misma. Vilma, quien por accidente descubre que en realidad tiene cáncer en la matriz, le devuelve el bebé a Leonora, arrepentida por sus actos y por el cáncer que tiene y más aún por miedo a que Catalina se lo llevase, y le pide a su marido que huyan lejos.
Ante este adverso panorama, Catalina decide asesinar a José Carlos, quien tenía previsto un viaje en la avioneta familiar junto a Leonora y el pequeño Edgar, alterando el estanque de combustible del aparato. Sin embargo Vilma necesita viajar con urgencia a Estados Unidos para tratarse el cáncer que sufre, lo que hace que Alejandro le pida a José Carlos la avioneta a última hora.
El inspector Suárez (Humberto Elizondo) va a por Catalina para detenerla tras obtener los testimonios de Mauricio y Bertha. Sin embargo, Catalina mata al inspector mientras caminan cerca de la piscina: ella finge una torcedura en el tobillo para primero distraerle y después arrojarlo al agua junto a una podadora de césped encendida, muriendo electrocutado.
La policía rodea la mansión Larios, mientras el Comandante Luna y el Licenciado Curiel (abogado de los Larios) observan el cadáver del inspector, al tiempo que Catalina recibe la llamada del Capitán Gudini desde el aeropuerto, y le reporta que el avión explotó en el aire poco después de despegar y que su hijo ha muerto. Dichosa, la mujer cree haber completado su plan y eliminado a su hijastro. Pero al enterarse de que fue su propio hijo y su esposa a quienes asesinó, pone el mismo veneno con el que mató a su marido en un jugo de naranja, se viste con su atuendo de asesina, se quita el parche, bebe el jugo y muere.
Cinco años después, Braulio, primogénito de Leonora, está jugando junto con su hermano José Carlos Jr., en la habitación en la que Catalina se suicidó y a la que sus padres les prohíben entrar. El niño se pone en el ojo el que fue su parche y dice las memorables palabras: «Yo no soy Braulio, soy el pequeño Edgar», lo que significaba la posibilidad de una secuela que no sucedió.

## Reparto
- Diana Bracho - Leonora Navarro Pastrana de Larios
- Gonzalo Vega - José Carlos Larios y Molina
- María Rubio - Catalina Creel vda. de Larios
- Alejandro Camacho - Alejandro Larios Creel
- Rebecca Jones - Vilma de la Fuente de Larios
- Raúl Meraz - Don Carlos Larios Santillán
- Carmen Montejo - Doña Esperanza Mandujano
- Rosa María Bianchi - Bertha Moscoso / Michelle Albán
- Carlos Cámara - Reynaldo Gutiérrez
- Humberto Elizondo -  Inspector Norberto Suárez
- Lilia Aragón - Rosalía Mendoza
- Josefina Echánove - Elvia San Germán vda. de Núñez
- Lourdes Canale - Carmen Alicia Macías Acuña «Carmelita»
- Magda Karina - Lucero "Lucerito" Espejel
- Margarita Isabel - Elena de Cifuentes
- Roberto Vander - Julio Cifuentes
- Enrique Muñoz - Lic. Alberto Curiel
- José Ángel Espinoza «Ferrusquilla» - Don Braulio Navarro Mandujano
- Ramón Menéndez - Dr. Frank Syndell
- Jorge Fegan - Mario Escudero
- Miguel Gómez Checa - Dr. Justo Terán
- Edna Bolkan - Paulina Pedrero
- Luis Rivera - Mauricio Bermúdez
- Lili Inclan - Abuela de Bertha
- Wally Barrón - Comandante Luna
- Blanca Torres - Cleotilde de Terán
- Emilio Guerrero - Controlador aéreo
- Eduardo Alcántara - Melecio
- Carmen Amezcua - Camarera
- Edmundo Barahona - Trejo
- Carlos Bonavides - Leonardo Sánchez
- Carlos Pouliot - Don Edgar de la Fuente
- Mercedes Pascual - Olga Van Der Sandt de De la Fuente
- Ana Bertha Espín - Mayra
- Enrique Hidalgo - Esteban Gamboa
- Humberto Valdepeña - Dr. Mendiola
- Ricardo Ledezma - Pancho
- Maricruz Nájera - Viuda de Gutiérrez
- Oralia Olvera - Rocío
- Gerardo Mayol - Gómez
- César Árias - Sr. Juárez
- Enrique Reyes - Padre Montalvo
- Santiago Gil Olmos - Edgar Larios de la Fuente / Braulio Larios Navarro
- Alfonso Obregón - Inspector de policía
- Jorge Santos - Inspector de policía
- Lucía Paillés - Sirvienta
- Cynthia Riveroll - Ornela Conti
- Carlos Petrel - Guillermo Pedrero
- Radamés de Jesús - Niño mensajero
- Gael García Bernal - José Carlos Larios (niño)
- Carlos F. Pouliot - Braulio Larios Navarro (7 años)

## Equipo de producción
- Historia y adaptación: Carlos Olmos
- Edición literaria: Enrique Serna, Margarita Villaseñor
- Tema original: Cuna de lobos
- Autor: Pedro Plascencia Salinas
- Música original: Pedro Plascencia Salinas
- Escenografía: Javier Terrazas
- Ambientación: Humberto Figueroa
- Asesoría de vestuario: Flora Burillo
- Iluminadores: Antonio Serrano, Eleuterio Cruz
- Editor: Jorge Rafael Navarro
- Director de exteriores: Antonio Acevedo
- Coordinación de producción: Lourdes Bolaños, Georgina Castro Ruiz, Clariza Gálvez
- Jefe de producción: Juan Manuel Arozamena
- Asistente de dirección: Rubén Piña
- Gerente de producción: Lucero Suárez
- Dirección de cámaras: Carlos Sánchez Zúñiga
- Producción y dirección: Carlos Téllez

## Música
La música de Cuna de Lobos fue hecha por Pedro Plascencia Salinas. La música de la telenovela ha sido reconocida, aclamada, y disfrutada por el público; pero también ha sido víctima de varios problemas legales. La telenovela utiliza fragmentos de composiciones de Federico Álvarez del Toro, quién no dio su consentimiento para tal acto, ni tampoco es acreditado en la telenovela; esto desencadenó una serie de discusiones, junto con la declaración de Plascencia quien afirmó no haber cometido el plagio y diciendo que Televisa introdujo esos fragmentos en la telenovela pero él no estuvo relacionado en eso.

## DVD y VHS
Fue lanzada primeramente en formato VHS en México, en 1995 colección Video Romances.
Después fue lanzada en formato DVD en México y Estados Unidos. En México, la primera versión tendría un resumen corto; la segunda versión se compone de 3 discos dobles y contiene un resumen con duración de más de 11 horas; y aún hubo una versión conmemorativa de 25 años con 3 discos normales. En el DVD de EE. UU. son 3 discos dobles y contiene subtítulos en inglés.

## Premios y nominaciones

### Premios TVyNovelas 1987
| Categoría                  | Nominado(a)                   | Resultado |
| -------------------------- | ----------------------------- | --------- |
| Mejor telenovela           | Carlos Téllez                 | Ganador   |
| Mejor actriz protagónica   | Diana Bracho                  | Ganadora  |
| Mejor actor protagónico    | Gonzalo Vega                  | Ganador   |
| Mejor villana              | María Rubio                   | Ganadora  |
| Mejor villana              | Lilia Aragón                  | Nominada  |
| Mejor villano              | Alejandro Camacho             | Ganador   |
| Mejor actriz experimentada | María Rubio                   | Ganadora  |
| Mejor actriz experimentada | Carmen Montejo                | Nominada  |
| Mejor revelación femenina  | Rosa María Bianchi            | Ganadora  |
| Mejor revelación masculina | Humberto Elizondo             | Ganador   |
| Mejor escritor             | Carlos Olmos                  | Ganador   |
| Mejor dirección de escena  | Carlos Téllez Antonio Acevedo | Ganadores |

## Adaptaciones y parodias
- España realizó una adaptación libre de esta telenovela titulada La verdad de Laura, cuyo libreto estaba inspirado en Cuna de lobos y, aunque había muchos giros argumentales, la parte esencial de la trama se mantuvo. Fue producida en el año 2002 por TVE y la productora Europroducciones con la colaboración de Televisa y estuvo protagonizada por Mónica Estarreado y Mariano Alameda. En esta versión la villana, interpretada por Mirtha Ibarra, fingía estar paralítica en lugar de faltarle un ojo.
- En el programa Al derecho y al derbez, del humorista mexicano Eugenio Derbez se realizó un sketch titulado "Mano-ojo de nervios". En este se parodiaba a Catalina Creel (de ahí la segunda palabra "Ojo") y a Octavio Muriel, villano de la telenovela En carne propia, quien debido a que perdió un brazo usaba una prótesis de metal (de ahí la primera palabra "Mano"). Al terminar el sketch, Catalina Creel cerraba con la frase "Es que... fui a echarle un ojo a los frijoles" y al voltear a la cámara ya tenía dos parches.
- En el programa Que show con Alejandra Bogue, tienen una parodia llamada MATALINA VIL haciendo parodia al personaje de Catalina Creel; el elenco está integrado por Alejandra Bogue (Matalina Vil), Carlos Bieleto (Leonora) parodia de Leonora y Verónica Falcón (Esperanza), y entre varios personajes en distintos episodios aparecen Laura León, Waldo Facco y Julio Bekhor.
- En otro programa, XHDRBZ también por el humorista mexicano Eugenio Derbez, se realizó una parodia de esta telenovela llamada Una de lobos. Para esta parodia se contó con María Rubio para parodiar su personaje de Catalina Creel, junto a Luis Couturier como Don Carlos Larios. Eugenio Derbez y Fernando Colunga encarnaron a los hermanos Larios Catalino y José.
- En el programa humorístico La carabina de Ambrosio, se hizo un sketch parodiando a la telenovela, llamándola "Cuna de bobos" en las que actuó Alejandro Suárez como José Carlos, Jorge Arvizu como su hermano Alejandro y Maribel Fernández en su papel de La Babis con el parche en el ojo como Catalina Creel, haciendo burla a la trama, discutiendo los hermanos del parche en el ojo, que lo tenía puesto porque era bizca y no tuerta, que la esposa de Alejandro estaba embarazada con una almohada, incluso que quienes deberían de actuar ahí eran el escritor y el productor.
- En la telenovela chilena Aquelarre, Chela (interpretada por la actriz Ana Reeves) era una mujer fanática de las novelas mexicanas. Durante el transcurso de la historia Chela se daña un ojo por lo que decide hacer lo mismo que Catalina Creel: ponerse un parche según el color de su vestido, y lo siguió usando aun cuando tenía su ojo recuperado.
- En el programa #3 de Hazme reír y serás millonario, el equipo de Omar Chaparro, Cecilia Galliano y Martín Villanueva realizó un sketch, en el que Omar (Catalina Creel) intenta matar de diversas maneras a Leonora (Cecilia Galliano) entre otras formas aventándola por una escalera y tirándole un piano encima. El sketch se llamaba Cuna de bobos.
- En la telenovela brasileña Aquele Beijo, una de las personajes tenía un parche en el ojo según el color de sus vestidos.
- En 2019 se realiza una versión de 25 capítulos como parte de la antología Fábrica de sueños, con Paz Vega interpretando a Catalina Creel.